# Chris Quinn
Christopher James Quinn (* 27. September 1983 in New Orleans, Louisiana) ist ein ehemaliger US-amerikanischer Basketballspieler. Er lief in der NBA als Point Guard unter anderem für die Miami Heat auf.

## Highschool
Chris Quinn besuchte die Dublin Coffman High School in Dublin, Ohio. Dort stellte er 14 Schulrekorde auf und wurde Columbus Dispatch Spieler des Jahres 2002. Außerdem wurde er zweimal ins All-State First Team gewählt und wurde zweiter bei der Wahl zum Mr. Basketball in Ohio – hinter LeBron James. Quinn führte die Highschool zweimal hintereinander zum Sieg der Conference und zwei Siegen im Distrikt. Er spielte während seiner Highschool-Zeit auch Football, entschied sich aber damit aufzuhören, um eine professionelle Basketballkarriere zu starten.

## College
Quinn besuchte drei Jahre lang die University of Notre Dame. Er war in allen Jahren startender Point Guard und in den letzten beiden der Kapitän der Mannschaft. In den drei Jahren erzielte er durchschnittlich 14,6 Punkte, 3,5 Assists, 2,7 Rebounds und 1,27 Steals. Im Abschlussjahr erreichte er dabei 17,7 Punkte, 6,4 Assists, 1,55 Steals und traf 42 % seiner Würfe. Er wurde ins All-Big East First Team gewählt und war auch Big-East Academic All-Star.

## NBA

### Rookiejahr
Trotz guten Leistungen auf dem College wurde er nicht im NBA-Draft 2006 ausgewählt, für den er sich angemeldet hatte. So unterschrieb er einen nur teilweise garantierten Vertrag mit den Miami Heat und spielte für das Team in der Summer League. In seiner Rookiesaison absolvierte er 42 Spiele und stand am 5. Februar gegen die Charlotte Bobcats erstmals in der Starting Five, da Gary Payton verletzt ausfiel. Er erzielte in diesem Spiel solide 14 Punkte. Am 16. April verteilte er gegen die Boston Celtics 9 Assists. In seiner ersten Saison in der NBA zeigte Quinn gutes Ballhandling und einen sicheren Wurf. Er ist anschließend in den festen Teil des Heat-Kaders gerückt.

### 2007–2008
Nachdem Gary Payton seine Karriere beendete und seine Guard-Partner Dwyane Wade und Smush Parker dauerhaft verletzt waren, wuchs Quinns Spielzeit und gleichzeitig der Druck auf ihn. Am 13. Dezember stellte er gegen die Washington Wizards mit 22 Punkten einen neuen persönlichen Rekord auf. Nachdem die Heat sich per Trade Marcus Banks sicherten spielte Quinn aber wieder weniger.
Natürlich lief in der 15-Siege Saison der Heat auch für Quinn einiges schlecht. So wurde er vom Ex-Teamkollegen Shaquille O’Neal öffentlich kritisiert: „[In Phoenix] haben wir Profis und niemand verlangt von mir mit Chris Quinn oder Ricky Davis zu spielen. Ich bin wieder in einem Team“. Dies sagte er nach seinem Trade zu den Phoenix Suns. Er beklagte sich außerdem darüber zu selten den Ball zu bekommen. Diese Aussagen waren für Chris Quinn wohl eine besondere Motivation – im April erzielte er durchschnittlich 15 Punkte, 4 Rebounds und 7 Assists, was etwa das Dreifache seiner bisherigen Leistungen darstellt.

### 2008–2009
Mit Mario Chalmers kam ein neuer Point Guard in den Kader der Miami Heat. Quinn spielt als sein Backup und zeigte solide Leistungen. Sein Punkteschnitt und seine Spielzeit sanken zwar wieder etwas, jedoch war das Team der Heat nun wesentlich erfolgreicher und schaffte es in die Playoffs. Am 15. April 2009 erzielte Chris Quinn gegen die Detroit Pistons mit 26 Punkten eine neue Karrierebestleistung. Dabei machte er 19 der letzten 30 Punkte der Heat.

### 2009–2010
Nachdem er bis Januar 2010 aufgrund einer Verletzung kein Spiel für die Heat absolvieren konnte, wechselte er am 5. Januar 2010 zu den New Jersey Nets.

### 2010–2011

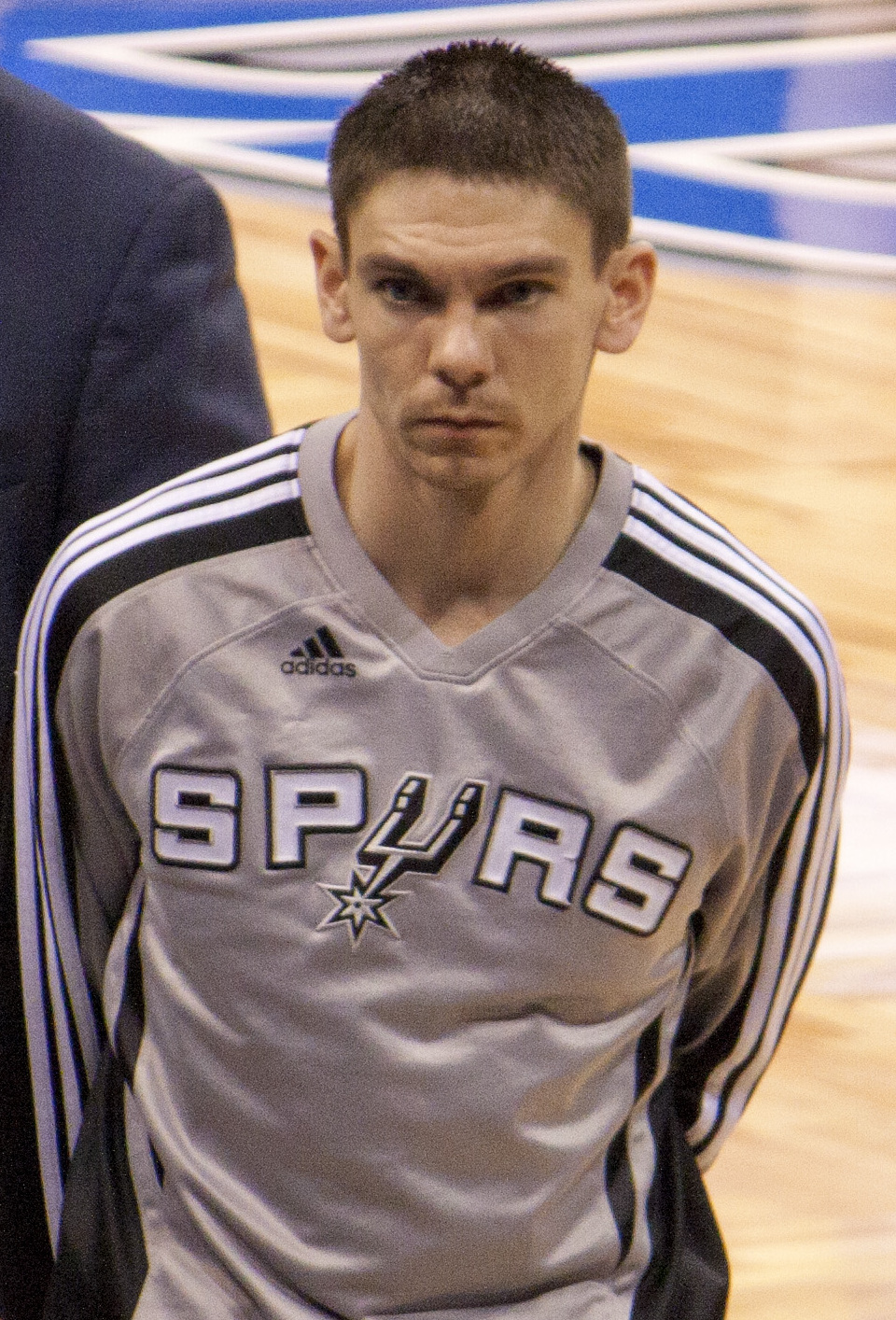
Quinn bei den Spurs (2010)

Zur Saison 2010/2011 wechselte Quinn zu den San Antonio Spurs. Dort erhielt er aber kaum Spielzeit und kam meist nur als dritter Point-Guard aufs Feld. Er verließ den Club nach einer Saison wieder.

### Seit 2011
Juli 2011 wurde bekannt, dass Quinn nach Europa wechseln würde. Er unterschrieb einen Vertrag beim Moskauer Vorortverein BK Chimki, dem Sieger der osteuropäischen VTB United League 2010/11 und russischen Vizemeister, über ein Jahr. Mit Chimki wurde Quinn Sieger im ULEB Eurocup 2012. Zur Saison 2012/2013 kehrte Quinn in die USA zurück und schloss sich zunächst den Tulsa 66ers aus der NBA Development League an um sich für einen erneuten Vertrag in der NBA zu empfehlen. März 2013 erhielt Quinn bis Saisonende einen Vertrag bei den Cleveland Cavaliers und kehrte damit in die NBA zurück.